# GBU-15
La GBU-15 (Guided Bomb Unit 15) es una bomba guiada estadounidense utilizada par destruir blancos enemigos de gran valor. Fue diseñada para ser usada con los cazabombarderos F-15E Strike Eagle, F-111 Aardvark y F-4 Phantom II, pero la Fuerza Aérea de los Estados Unidos actualmente sólo la está desplegando desde el modelo F-15E. La GBU-15 también tiene capacidades antibuque de largo alcance con el bombardero estratégico B-52 Stratofortress. Rockwell International es el contratista principal para la fabricación de este sistema de armas. El arma consiste en una serie de componentes modulares que se añaden o a una bomba de propósito general Mark 84 o bien a una bomba penetradora BLU-109, ambas de 2.000 libras de peso.